# Natalja Konsztantyinovna Vihljanceva
Natalja Konsztantyinovna Vihljanceva (oroszul: Наталья Константиновна Вихлянцева; Volgográd, 1997. február 16. –) orosz hivatásos teniszezőnő.
2015 óta profi teniszjátékos. Párosban egy WTA 125K-tornagyőzelmet szerzett, emellett egyéniben kettő, párosban egy  ITF-tornagyőzelemmel rendelkezik. A Grand Slam-tornákon a legjobb eredménye a 2017-es és a 2019-es Australian Openen elért 2. kör.
Legjobb világranglista helyezése egyéniben az 54. hely, amelyet 2017. október 23-án ért el, párosban a 216. helyen állt 2019. július 22-én.
2017-ben tagja lett Oroszország Fed-kupa-válogatottjának.

## WTA döntői

### Egyéni
| Összesítés           |                        |
| Grand Slam-torna (0) |                        |
| Tier I (0)           | Premier Mandatory* (0) |
| Tier II (0)          | Premier Five* (0)      |
| Tier III (0)         | Premier* (0)           |
| Tier IV (0)          | International* (0)     |
| Tier V (0)           | Challenger* (0)        |

| Borításonként |
| ------------- |
| Kemény (0–0)  |
| Salak (0–0)   |
| Fű (0–1)      |
| Szőnyeg (0–0) |

#### Elveszített döntői  (1)
| No. | Dátum            | Torna                                   | Borítás | Ellenfél        | Eredmény | Megj. |
| --- | ---------------- | --------------------------------------- | ------- | --------------- | -------- | ----- |
| 1.  | 2017. június 18. | Ricoh Open, ’s-Hertogenbosch, Hollandia | Fű      | Anett Kontaveit | 2–6, 3–6 |       |

## WTA 125K döntői: 1 (1–0)

### Páros: 1 (1–0)
| Eredmény | No. | Dátum            | Torna                | Borítás | Partner     | Ellenfelek a döntőben        | Eredmény            |
| -------- | --- | ---------------- | -------------------- | ------- | ----------- | ---------------------------- | ------------------- |
| Győztes  | 1.  | 2019. július 13. | Swedish Open, Båstad | Salak   | Doi Miszaki | Alexa Guarachi Danka Kovinić | 7–5, 6–7(4), [10–7] |

## ITF döntői (3–5)

### Egyéni (2–4)
| Díjazás              |
| -------------------- |
| $100,000 torna       |
| $75,000/80,000 torna |
| $50,000/60,000 torna |
| $25,000 torna        |
| $15,000 torna        |
| $10,000 torna        |

| Borításonként |
| ------------- |
| Kemény (1–2)  |
| Salak (1–2)   |
| Fű (0–0)      |
| Szőnyeg (0–0) |

| Eredmény | No. | Dátum                | Torna                                | Borítás    | Ellenfél          | Eredmény      |
| -------- | --- | -------------------- | ------------------------------------ | ---------- | ----------------- | ------------- |
| Döntős   | 1.  | 2014. október 5.     | Hilton Head Island, Egyesült Államok | Salak      | Marie Bouzková    | 5–7, 1–6      |
| Döntős   | 2.  | 2015. augusztus 22.  | Szentpétervár, Oroszország           | Salak      | Polina Lejkina    | 4–6, 3–6      |
| Győztes  | 1.  | 2016. augusztus 7.   | Plzeň, Csehország                    | Salak      | Anna Kalinszkaja  | 6–1, 6–3      |
| Győztes  | 2.  | 2016. szeptember 24. | Szentpétervár, Oroszország           | Kemény (f) | Donna Vekić       | 6–1, 6–2      |
| Döntős   | 3.  | 2016. december 17.   | Dubaj, Egyesült Arab Emírségek       | Kemény     | Hszie Su-vej      | 2–6, 2–6      |
| Döntős   | 4.  | 2018. október 28.    | Poitiers, Franciaország              | Kemény (f) | Viktorija Golubic | 6–3, 1–6, 5–7 |

### Páros (1–1)
| Díjazás        |
| -------------- |
| $100,000 torna |
| $75,000 torna  |
| $50,000 torna  |
| $25,000 torna  |
| $15,000 torna  |
| $10,000 torna  |

| Borításonként |
| ------------- |
| Kemény (0–0)  |
| Salak (1–1)   |
| Fű (0–0)      |
| Szőnyeg (0–0) |

| Eredmény | No. | Dátum                | Torna                           | Borítás | Partner           | Ellenfél                                  | Eredmény            |
| -------- | --- | -------------------- | ------------------------------- | ------- | ----------------- | ----------------------------------------- | ------------------- |
| Döntős   | 1.  | 2015. szeptember 20. | Saint-Malo, Franciaország       | Salak   | Marija Marfutyina | Kristína Kučová Anastasija Sevastova      | 7–6(1), 3–6, [5–10] |
| Győztes  | 1.  | 2016. január 23.     | Wesley Chapel, Egyesült Államok | Salak   | Ingrid Neel       | Natyela Dzalamidze Veronyika Kugyermetova | 4–6, 7–6(4), [10–6] |

## Eredményei Grand Slam-tornákon

### Egyéniben
| Grand Slam | Australian Open | Australian Open  | Roland Garros  | Roland Garros   | Wimbledon      | Wimbledon       | US Open        | US Open         |
| Év         | Eredmény        | Utolsó ellenfél  | Eredmény       | Utolsó ellenfél | Eredmény       | Utolsó ellenfél | Eredmény       | Utolsó ellenfél |
| ---------- | --------------- | ---------------- | -------------- | --------------- | -------------- | --------------- | -------------- | --------------- |
| 2016       | –               | –                | –              | –               | –              | –               | Selejtező (Q1) | Selejtező (Q1)  |
| 2017       | 2. kör          | A Pavljucsenkova | 1. kör         | Johanna Larsson | 1. kör         | Donna Vekić     | 1. kör         | Sachia Vickery  |
| 2018       | 1. kör          | Leszja Curenko   | 1. kör         | Ashleigh Barty  | 1. kör         | Konta Johanna   | 1. kör         | Vania King      |
| 2019       | 2. kör          | Bacsinszky Tímea | Selejtező (Q2) | Selejtező (Q2)  | Selejtező (Q2) | Selejtező (Q2)  | 1. kör         | Julia Görges    |
| 2020       | Selejtező (Q3)  | Selejtező (Q3)   | Selejtező (Q1) | Selejtező (Q1)  | elmaradt       | elmaradt        | 1. kör         | Katrina Scott   |
| 2021       | Selejtező (Q1)  | Selejtező (Q1)   | Selejtező (Q1) | Selejtező (Q1)  | Selejtező (Q1) | Selejtező (Q1)  | Selejtező (Q1) | Selejtező (Q1)  |
| 2022       | –               | –                | Selejtező (Q2) | Selejtező (Q2)  |                |                 |                |                 |

## Év végi világranglista-helyezései
| Év     | 2013  | 2014 | 2015 | 2016 | 2017 | 2018 | 2019 | 2020 | 2021  |
| Egyéni | 1109. | 998. | 230. | 166. | 54.  | 134. | 112. | 145. | 240.  |
| Páros  | 885.  | −    | 481. | 432. | 751. | 351. | 402. | 426. | 1667. |